# Star Trek: The Next Generation – A Final Unity
Star Trek: The Next Generation – A Final Unity ist ein Adventure-Computerspiel, das von Spectrum HoloByte entwickelt wurde und in Europa von MicroProse 1995 für DOS veröffentlicht wurde und später für Macintosh portiert wurde. Es ist ein Star Trek Lizenzspiel, das in der Zeitlinie von Raumschiff Enterprise – Das nächste Jahrhundert angesiedelt ist. Dabei kombiniert es Elemente eines Point-and-Click-Adventures mit Weltraumerkundung.

## Handlung
Die Enterprise patrouilliert an der neutralen Zone in der Nähe des Romulanischen Reiches. Ein kleines Aufklärungsschiff steuert auf das Gebiet der Föderation zu. Der Garidianer an Bord bittet um politisches Asyl. Ihn verfolgt ein Regierungskreuzer der Garidianer in romulanischer Bauart, welcher die Auslieferung der Verbrecher verlangt.

## Entwicklung
Eine Version für Atari JaguarCD wurde angekündigt, aber nie veröffentlicht.

## Rezeption
Die Zeitschrift PC Games verlieh eine Auszeichnung. Herbert Aichinger lobte den Detailreichtum bei dem integrierten Bordcomputer und der Sternenkarte. Power Play sprach von hoher atmosphärischer Dichte. Der Geist des TV-Vorbildes sei gut eingefangen. Dazu würden insbesondere die Zwischensequenzen und die Originalstimmen beitragen. Die Rätsel seien eher mittelmäßig. Die Zeitschrift vergab das Prädikat: besonders empfehlenswert. Boris Schneider von PC Player sah ähnliche Probleme wie bei den Vorgängern. So seien die Adventure-Teile klein, abgeschlossen und schnell gelöst. Grafisch mische das Spiel zu viele unterschiedliche Stile, was der Immersion schade. Seinem Kollegen Florian Stangl hingegen gefielen die unaufdringliche Hilfsfunktion und die intelligent unterteilten Schwierigkeitsgrade. Die Geschichte sei komplex und spannend, voller lebendiger Charaktere. Heinrich Lenhardt beurteilte für die Tochterzeitschrift CD Player die Grafik als hölzern und das Design der Puzzle solide. Das Spiel zehre stark von seiner Star Trek Lizenz und seiner starken Hintergrundgeschichte.